# Рассыпненское сельское поселение
Рассыпненское сельское поселение — муниципальное образование в Песчанокопском районе Ростовской области. 
Административный центр поселения — село Рассыпное.

## Административное устройство
В состав Рассыпненского сельского поселения входит 1 населённый пункт:
- село Рассыпное.

## Население
| 2010 | 2012  | 2013  | 2014 | 2015 | 2016 | 2017 |
| ---- | ----- | ----- | ---- | ---- | ---- | ---- |
| 1087 | ↘1051 | ↘1006 | ↘944 | ↘921 | ↘904 | ↘897 |
| 2018 | 2019  | 2020  | 2021 |      |      |      |
| ↘871 | ↘837  | ↘825  | ↘809 |      |      |      |